# And Everything Slips Away
And Everything Slips Away è il secondo album studio del gruppo musicale italiano Living Corpse prodotto da Ettore Rigotti pubblicato per la Coroner Records. L'album è uscito sul mercato giapponese il 21 dicembre 2011 con l'aggiunta di due bonus track. Nel resto del mondo l'album è stato pubblicato il 12 marzo 2012.

## Tracce
Tutte le tracce sono state scritte e composte dai Living Corpse.
1. Human Conception – 3:16
2. Smile To The Victory – 3:25
3. Run Away – 3:24
4. Set Me Free – 4:15
5. The Light Of The Answers – 3:09
6. Across The Sea Of Desperation – 4:05
7. Nothing – 1:56
8. How The Hell Are You Gonna Pay Your Dues – 3:01
9. Now Rise The Fuck Up! – 3:19
10. Forgetting – 4:17
11. ΛX – 2:54

Durata totale: 37:01
Japan bonus tracks
1. Bring Me Back – 3:31
2. Mononoke Hime (Remix) – 3:41

## Formazione
- Lorenzo Diego Carrera - voce
- Erik Castello - voce
- Emanuele Ciancio - chitarra e tastiera
- Eric D.Scianna - chitarra
- Mauro Lacertosa - basso e tastiera
- Marco Pochettino - batteria